# Răzvan Pleșca
Răzvan Neculaie Pleșca (* 25. November 1982 in Arad) ist ein rumänischer ehemaliger Fußballspieler auf der Position des Torwarts.

## Karriere
Nach seiner Jugendzeit in seiner Heimatstadt Arad wechselte Pleșca im Jahr 2000 in die zweite Mannschaft des FC Național Bukarest. Im Jahr 2003 kam er als Ersatztorhüter in den Kader der ersten Mannschaft, die seinerzeit in der Divizia A spielte. Nach seinem Debüt am 31. August 2003 kam er zwei Jahre lang nicht mehr zum Zuge. Er verließ den Klub im Sommer 2005 zu Politehnica Iași. Auch dort war er zunächst Stellvertreter von Traian Marc und Cristian Brăneț. Erst in der Saison 2008/09 wurde er zur Stammkraft im Tor. Anschließend musste er wieder ins zweite Glied rücken und verließ Iași nach dem Abstieg 2010 zu Gaz Metan Mediaș. Hier war er von Anfang an die Nummer eins im Tor und qualifizierte sich mit seiner Mannschaft am Ende der Spielzeit 2010/11 für die Europa League. Dort sicherte er seinem Team in der zweiten Qualifikationsrunde gegen den 1. FSV Mainz 05 mit zwei gehaltenen Elfmetern im Elfmeterschießen das Weiterkommen. In den folgenden Spielzeiten kämpfte Pleșca mit Gaz Metan stets um den Klassenverbleib. Nach dem Abstieg 2015 wechselte er ein Jahr auf Leihbasis zu Ligakonkurrent FC Botoșani. Dort war als Stellvertreter von Plamen Iliew zunächst nur zweite Wahl, wurde am 18. Spieltag zur neuen Nummer eins, ehe er am 30. Spieltag wieder zurückstehen musste. Im Sommer 2016 kehrte er zu Gaz Metan zurück, dass mittlerweile wieder erstklassig spielte.

## Erfolge
- Qualifikation zur Europa League: 2011